# Sanicula bipinnata
Sanicula bipinnata är en flockblommig växtart som beskrevs av William Jackson Hooker och George Arnott Walker Arnott. Sanicula bipinnata ingår i släktet sårläkor, och familjen flockblommiga växter. Inga underarter finns listade i Catalogue of Life.